# Tropidophara dubiata
Tropidophara dubiata är en insektsart som beskrevs av Bierman 1910. Tropidophara dubiata ingår i släktet Tropidophara och familjen Dictyopharidae. Inga underarter finns listade i Catalogue of Life.